# Sichuanelater gibbosus
Sichuanelater gibbosus is een keversoort uit de familie kniptorren (Elateridae). De wetenschappelijke naam van de soort werd voor het eerst geldig gepubliceerd in 2006 door Platia & Gudenzi.